# Plattbuksspindlar
Plattbuksspindlar (Gnaphosidae) är en familj av spindlar som beskrevs av Pocock 1898. Plattbuksspindlar ingår i ordningen spindlar, klassen spindeldjur, fylumet leddjur och riket djur. Enligt Catalogue of Life omfattar familjen Gnaphosidae 1992 arter. 

## Dottertaxa till plattbuksspindlar, i alfabetisk ordning[1][2]
- Allozelotes
- Amazoromus
- Amusia
- Anagraphis
- Aneplasa
- Anzacia
- Aphantaulax
- Apodrassodes
- Apodrassus
- Apopyllus
- Aracus
- Asemesthes
- Asiabadus
- Australoechemus
- Battalus
- Benoitodes
- Berinda
- Berlandina
- Cabanadrassus
- Callilepis
- Camillina
- Ceryerda
- Cesonia
- Cladothela
- Coillina
- Coreodrassus
- Cryptodrassus
- Cubanopyllus
- Diaphractus
- Drassodes
- Drassyllus
- Echemella
- Echemographis
- Echemoides
- Echemus
- Eilica
- Epicharitus
- Epikurtomma
- Fedotovia
- Gertschosa
- Gnaphosa
- Haplodrassus
- Hemicloea
- Herpyllus
- Heser
- Hitobia
- Homoeothele
- Hongkongia
- Hypodrassodes
- Intruda
- Kaitawa
- Kirmaka
- Kishidaia
- Ladissa
- Laronius
- Latonigena
- Leptodrassus
- Litopyllus
- Matua
- Megamyrmaekion
- Micaria
- Microdrassus
- Microsa
- Micythus
- Minosia
- Minosiella
- Nauhea
- Nodocion
- Nomisia
- Notiodrassus
- Odontodrassus
- Orodrassus
- Parabonna
- Parasyrisca
- Phaeocedus
- Poecilochroa
- Pseudodrassus
- Pterochroa
- Pterotricha
- Pterotrichina
- Sanitubius
- Scopoides
- Scotocesonia
- Scotognapha
- Scotophaeoides
- Scotophaeus
- Sergiolus
- Sernokorba
- Setaphis
- Shiragaia
- Sidydrassus
- Sillemia
- Siruasus crassipalpus
- Smionia capensis
- Sosticus
- Symphanodes dianiphus
- Synaphosus
- Taieria
- Talanites
- Titus
- Trachyzelotes
- Trephopoda hanoveria
- Trichothyse
- Tuvadrassus tegulatus
- Upognampa
- Urozelotes
- Vectius niger
- Xenoplectus armatus
- Xerophaeus
- Xizangia
- Zelominor
- Zelotes
- Zelotibia
- Zimiromus